# Срђан Јовановић (фудбалски судија)
Срђан Јовановић (Београд, 9. април 1986), српски фудбалски судија. Редовни суди на утакмицама Суперлиге Србије, а такође суди и у Лиги шампиона, Лиги Европе, Лиги конференције, квалификацијама за поменута такмичења, Лиги нација као и квалификацијама за Европско и Светско првенство. Тренутно је најбоље рангирани фудбалски арбитар из Србије. Налази се на списку Фифиних међународних судија од 2015, а 2021. уврштен је у Уефину групу елитних судија; први је српски судија коме је то пошло за руком после Милорада Мажића.

## Судијска каријера
Године 2014, Јовановић је почео да суди у Суперлиги Србије. Прва утакмица на којој је делио правду одиграна је 30. августа 2014. између Радничког из Ниша и Доњег Срема; на том мечу је показао црвени картон Милошу Петровићу. Годину дана касније, Јовановић је званично постао Фифин судија. Први пут је судио неку међународну утакмицу 16. јануара 2016. и то између Уједињених Арапских Емирата и Исланда (2 : 1). Дана 17. марта 2019, Јовановић је био главни арбитар меча Атромитос—АЕК у оквиру Суперлиге Грчке. Исте године је судио на Светском првенству до 17 година које је одржано у Бразилу као и на Европском првенству до 21 године које је одржано у Италији.
Такође 2019. Јовановић је по први пут судио у Лиги шампиона; у питању је сезона 2019/20. када је делио правду на утакмици групне фазе између Ајакса и Лила (3 : 0). Деби у Лиги Европе имао је раније сезоне (2017/18) и то на мечу Виљареал—Астана (3 : 1).
Судио је на утакмици између Аргентине и Аустралије (0 : 2) на Олимпијским играма у Токију. Био је четврти арбитар на Европском првенству 2020.

## Важнији суђени турнири

### Клупски
- Суперлига Србије: од 2014.
- Куп Србије: од 2015.
- Суперлига Грчке: од 2018. до 2021.
- Квалификације за УЕФА Лигу шампиона: од 2017.
- Квалификације за УЕФА Лигу Европе: од 2015.
- Квалификације за УЕФА Лигу конференције: од 2021.
- УЕФА Лига младих: од 2015. до 2018.
- УЕФА Лига шампиона: од 2019.
- УЕФА Лига Европе: од 2017.
- УЕФА Лига конференције: од 2022.

### Међународни
- Квалификације за Европско првенство до 21 године 2017.
- Квалификације за Европско првенство до 19 година 2016.
- Квалификације за Европско првенство до 21 године 2017.
- Квалификације за Европско првенство до 17 година 2015.
- Европске квалификације за Светско првенство 2018.
- Квалификације за Европско првенство до 19 година 2017.
- Европско првенство до 19 година 2017.
- УЕФА Лига нација 2018/19.
- Квалификације за Европско првенство 2020.
- Европско првенство до 21 године 2019.
- Светско првенство до 17 година 2019.
- УЕФА Лига нација 2020/21.
- Европске квалификације за Светско првенство 2022.
- Летње олимпијске игре 2020.
- Европско првенство 2020. (четврти судија)
- УЕФА Лига нација 2022/23.

### Суђена финала
| Домаћа - Финале Купа Србије 2021. | Међународна - Финале Европског првенство до 19 година 2017. - Финале Европског првенства до 21 године 2019. |

Извор: worldfootball.net, nova.rs